# Communauté de communes de la Muse et des Raspes du Tarn
La communauté de communes de la Muse et des Raspes du Tarn  est une communauté de communes française située dans le département de l'Aveyron.

## Historique
Composée jusqu'alors de 5 communes, elle s'étend sur 13 communes au 1er janvier 2014. Son siège est transféré à Saint-Rome-de-Tarn et son nom est changé de « Communauté de communes du Tarn et de la Muse » en « Communauté de communes de la Muse et des Raspes du Tarn ».

## Territoire communautaire

### Composition
La communauté de communes est composée des 13 communes suivantes :

| Nom                        | Code Insee | Gentilé           | Superficie (km2) | Population (dernière pop. légale) | Densité (hab./km2) |
| -------------------------- | ---------- | ----------------- | ---------------- | --------------------------------- | ------------------ |
| Saint-Rome-de-Tarn (siège) | 12244      | Saint-Romains     | 52,06            | 899 (2022)                        | 17                 |
| Ayssènes                   | 12017      | Ayssenols         | 23,14            | 221 (2022)                        | 9,6                |
| Broquiès                   | 12037      | Broquiésois       | 37,99            | 612 (2022)                        | 16                 |
| Brousse-le-Château         | 12038      | Broussois         | 15,54            | 165 (2022)                        | 11                 |
| Castelnau-Pégayrols        | 12062      | Castel-Lévéziens  | 53,01            | 346 (2022)                        | 6,5                |
| Les Costes-Gozon           | 12078      | Costois           | 20,33            | 165 (2022)                        | 8,1                |
| Lestrade-et-Thouels        | 12129      | Lestouéliens      | 42,27            | 442 (2022)                        | 10                 |
| Montjaux                   | 12153      | Montjausiens      | 31,48            | 435 (2022)                        | 14                 |
| Saint-Beauzély             | 12213      | Saint-Beauzeliens | 30,69            | 575 (2022)                        | 19                 |
| Saint-Victor-et-Melvieu    | 12251      | Saint-Victorois   | 17,91            | 313 (2022)                        | 17                 |
| Le Truel                   | 12284      | Truellois         | 26,48            | 349 (2022)                        | 13                 |
| Verrières                  | 12291      | Verrièrois        | 53,01            | 364 (2022)                        | 6,9                |
| Viala-du-Tarn              | 12296      | Vialarains        | 38,56            | 527 (2022)                        | 14                 |

### Démographie
| 1968  | 1975  | 1982  | 1990  | 1999  | 2008  | 2013  | 2018  |
| ----- | ----- | ----- | ----- | ----- | ----- | ----- | ----- |
| 6 666 | 5 825 | 5 592 | 5 234 | 5 170 | 5 373 | 5 395 | 5 547 |

## Administration

### Siège
Le siège de la communauté de communes est situé à Saint-Rome-de-Tarn.

### Les élus
Le conseil communautaire de la communauté de communes de la Muse et des Raspes du Tarn se compose de 28 membres représentant chacune des communes membres et élus pour une durée de six ans.
Ils sont répartis comme suit :
| Nombre de délégués | Communes |
| ------------------ | --- |
| 4                  | Saint-Rome-de-Tarn |
| 3                  | Broquiès, Saint-Beauzély                                                                                                  |
| 2                  | Ayssènes, Castelnau-Pégayrols, Lestrade-et-Thouels, Montjaux, Saint-Victor-et-Melvieu, Le Truel, Verrières, Viala-du-Tarn |
| 1 (+1 suppléant)   | Brousse-le-Château, Les Costes-Gozon                                                                                      |

### Présidence
| Période   | Période   | Identité          | Étiquette | Qualité                                   |
| --------- | --------- | ----------------- | --------- | ----------------------------------------- |
|           | mai 2017  | Alain Marc        |           | conseiller municipal d'Ayssènes, sénateur |
| juin 2017 | juin 2020 | Bernard Castanier | SE        | maire de Lestrade-et-Thouels              |
| juin 2020 | En cours  | Jérôme Mouries    |           | maire de Verrières                        |

### Régime fiscal et budget
Le régime fiscal de la communauté de communes est la fiscalité professionnelle unique (FPU).